# Varangerhalvøya nationalpark
Varangerhalvøya nationalpark, samiska Várnjárga, är en norsk nationalpark som ligger i ett arktiskt högfjällslandskap på Varangerhalvøya, mellan Syltefjorden och Varangerfjorden, i Finnmark fylke. Den ligger i Båtsfjords, Nesseby, Vadsø och Vardø kommuner. Nationalparken upprättades 2006 för att «bevare et stort i det vesentlige urørt naturområde, tilnærmet fritt for tekniske inngrep, som sikrer biologisk mangfold med økosystemer, arter og bestander. I dette inngår blant annet å bevare den mest arktisk pregete del av Fastlands-Norge med spesielle landformer og avsetninger etter istida, et plante- og dyreliv med østlige og arktiske innslag, et kjerneområde for fjellrev og unike samiske kulturminner»

## Geografi, landskap och geologi
Nationalparken täcker större delen av halvön med undantag för den bebyggda delen längs kusten. En låg bergsrygg, med Skipskjølen (633 m ö.h.) som högsta punkt, går genom området i öst-västlig riktning och utgör även vattenkälla.
Landskapet är gammalt efter skandinaviska mått och formades mestadels före istiderna. De sista inlandsisarna låg fastfrusna över stora delar av halvön och förändrade därför knappt landskapet. De stora blockstensområdena tros vara mycket gamla, från före sista istiden. Utöver dessa karaktäriseras området av vattenrännor och ringformade stenformationer.

## Flora och fauna
Botaniskt är området en mötesplats för arter från det nordliga Arktis, det östliga Sibirien och mer sydliga växter. De små lövskogarna är bland de nordligaste i världen. Kalkrika berg och jordmånen i de norra delarna gör att det finns platser med ovanliga arter. Bland växterna märks fjällvallmo och lapsk alpros.
Skyddsföreskrifterna säger att nationalparkens zon A (i Nesseby) har "ett särskilt viktigt myr- och våtmarksområde med stor vetenskaplig betydelse som referensområde och men en egenart i form av många små vattendrag och myrdammar. Området ger boplatser för en varierad fauna av våtmarksfågel, även hotade arter och är mycket viktigt för sädgås och fjällgås."
Halvön är en av Norges viktigaste boplatser för fjällräv. Fjällabben är nationalparkens logodjur.

## Kulturminnen
Det finns viktiga samiska helgedomar och offerplatser. De äldsta kulturminnena kommer från före 4500 f.Kr.